# Kolja Meyer
Kolja Meyer (* 8. Februar 1982 in Mühlacker) ist ein deutscher Faustballspieler und Nationaltrainer.

## Karriere
Meyer wuchs in Vaihingen an der Enz auf.
Durch seinen Vater Klaus Meyer, A-Schiedsrichter und Trainer der Vaihinger Faustball-Bundesligamannschaft, kam er zu dieser Sportart. Nach dem Abitur studierte er Chemie und Physik an der Universität Stuttgart und leistete ab 2008 seinen Referendardienst in Vaihingen/Enz. Seit Abschluss seines Referendariats unterrichtet Meyer als Lehrer am Friedrich-Abel-Gymnasium in Vaihingen/Enz in den Fächern Physik, Chemie und NWT.
Nach der Absage verschiedener Nationalspieler wurde Meyer im Jahre 2008 für den erweiterten Kader der Nationalmannschaft für die Faustball-Europameisterschaft in Stuttgart nominiert, bei welcher er dann auch des Öfteren eingesetzt wurde und mit der Nationalmannschaft den 3. Platz erreichte. 
Aktuell spielt Meyer beim Faustball-Bundesliga-Verein TV Vaihingen/Enz. 2011 und 2012 erreichte Kolja Meyer mit dem TV Vaihingen/Enz den Sieg in der deutschen Hallenfaustballmeisterschaft sowie 2012 den Hallen-Europapokalsieg.  Er wurde mit ihr 2012 Vize-Meister der deutschen Feldfaustballmeisterschaft. Außerdem wurde er 2019 in Mannheim deutscher Vizemeister in der Halle. Bei der Deutschen Meisterschaft der Damen 2023 ist Meyer als Trainer des TSV Ötisheim tätig.